# Гессельс, Якоб
Якоб Гессельс или Хессельс (нидерл. Jacob Hessels; 1506, деревня Ниукерке, Западная Фландрия, ныне Бельгия — 4 октября 1578, Гент) — генеральный прокурор провинции Нидерланды с 1554 года (в годы испанской оккупации Нидерландов). Член «Кровавого совета», учреждённого герцогом Альбой. Повешен за государственную измену в Генте. Приговор Гессельсу и другим нидерландским пособникам испанских оккупантов стал историческим прецедентом, поскольку в Средние века подданные католических монархов рассматривались одновременно как подданные императора Священной Римской империи, и само понятие «государственной измены» не имело смысла.

## Популярная культура
Гессельс стал героем сказочной повести Шарля де Костера «Сметсе Смее», где он в виде призрака является главному герою, кузнецу Сметсе Смее, бывшему участнику войны за независимость Нидерландов, чтобы увести его в ад, поскольку тот продал душу дьяволу. Тем не менее, Сметсе обманывает его и избивает (а позднее так же поступает с другими призраками ада — герцогом Альбой и королём Филиппом II, столь же ненавистными голландцам той эпохи персонажами). Позднее, когда решается вопрос, куда попасть герою — в ад или в рай — избиение Гессельса и ему подобных палачей становится решающим аргументом, что герой должен попасть именно в рай.
Позднее Гессельс также изображён в опере, поставленной по сюжету сказки.